# Ow
Ow was een Belgische instrumentale postrockband die in 2001 ontstond toen 2 leden van de opgedoekte band Zen Torpedo samen bleven spelen en vervoegd werden door bassist Jan Stoop en Elko Blijweert. 
In 2004 volgende de eerste optredens en in het najaar verscheen het debuutalbum 'nowhere' dat werd uitgebracht in een gelimiteerde oplage van 500 exemplaren. Opvolger 'Moon tan' werd in 2007 uitgebracht.

## Discografie
- 2004 Nowhere (Heavenhotel)
- 2007 Moon tan (Heavenhotel)